# Biały Ług (województwo świętokrzyskie)
Biały Ług – wieś w Polsce, położona w województwie świętokrzyskim, w powiecie koneckim, w gminie Słupia Konecka.
| SIMC    | Nazwa             | Rodzaj    |
| ------- | ----------------- | --------- |
| 0269512 | Biały Ług-Kolonia | część wsi |

W latach 1975–1998 miejscowość administracyjnie należała do województwa kieleckiego.
Wierni Kościoła rzymskokatolickiego należą do parafii św. Wawrzyńca w Lipie.